# Franz Hruschka
Franz Hruschka, též Hruška (24. června 1900 Vídeň – 11. dubna 1982 Mnichov), byl česko-německý architekt a výtvarník.

## Život
Narodil se ve Vídni inženýrovi Johannovi Hruschkovi a jeho ženě Marii, rozené Havelkové, od čtyř let žil s rodinou v Praze. Ovládal tak češtinu stejně dobře jako němčinu, československé občanství získal však kvůli svému místu narození až v roce 1930. V roce 1932 si změnil jméno na Hruška. Byl bratrancem českého projektanta Emanuela Hrušky.
V roce 1923 absolvoval pražskou německou techniku a získal doktorát technických věd. Pracoval následně pro stavební firmu Bohumíra Kozáka, kde se seznámil s pozdějším spolupracovníkem Janem Šebánkem. Na počátku 30. let se osamostatnil a účastnil se četných veřejných soutěží, často spolu se Šebánkem, např. na budovu zemského úřadu v Bratislavě nebo civilního letiště na Ruzyni. Tyto návrhy se zpravidla nedočkaly realizace, Hruška se tak živil především menšími soukromými zakázkami. Spolupracoval i s architektem Adolfem Foehrem a společně s ním byl významným členem spolku německých architektů Gemeinschaft deutscher Architekten in der Tschechoslowakischen Republik (GDA); před válkou byl jeho místopředsedou. Na konci 30. let navrhl velký bytový dům v pražských Bubnech, pozdější Malý Berlín, kam se i s rodinou přestěhoval. Na Světové výstavě v New Yorku 1939 měl navrhnout interiér restaurace navazující na československý výstavní pavilon, avšak kvůli mnichovské dohodě z realizace sešlo.
Od roku 1940 byl kandidátem členství v NSDAP, patrně kvůli tlaku gestapa a možnosti pomáhat svému okolí. Během 2. světové války pracoval na pražských urbanistických projektech, mezi jiným na přijímací síni náměstka primátora ve Staroměstské radnici. V roce 1942 však musel svou kancelář zavřít a začít pracovat u říšské inspekce zbrojní výroby.
Po válce nebyl odsunut a bylo mu ponecháno československé občanství; byl mu však zabaven byt a zakázáno pracovat v pozici architekta. V dubnu 1946 se proto s transportem UNRRA přesunul do Mnichova, kde získal místo architekta u městského podniku pro správu a výstavbu obecních bytů; mezi roky 1949 a 1963 byl členem představenstva podniku. O rok později se k němu připojila i žena Christina a jejich děti, které do té doby zůstávaly v Praze. Jeho další osud není znám.

## Dílo
- neoklasicistní portál na nároží Staroměstského náměstí a Železné ulice v Praze na Starém Městě[2]
- obytný dům pro Bohumíra Kozáka v Praze-Střešovicích (1927–1928)[1][4]
- obytný dům pro Karla Duška v Praze-Bubenči (později portugalské velvyslanectví)[1]
- obytný blok Malý Berlín v Praze 7-Holešovicích (1937–1939)[2][4][6]
- dvě funkcionalistické vily v Praze-Braníku (Vlnitá 19, Na Usedlosti 11)[2]
- poštovní úřad v Děčíně-Podmoklech[1]

## Galerie

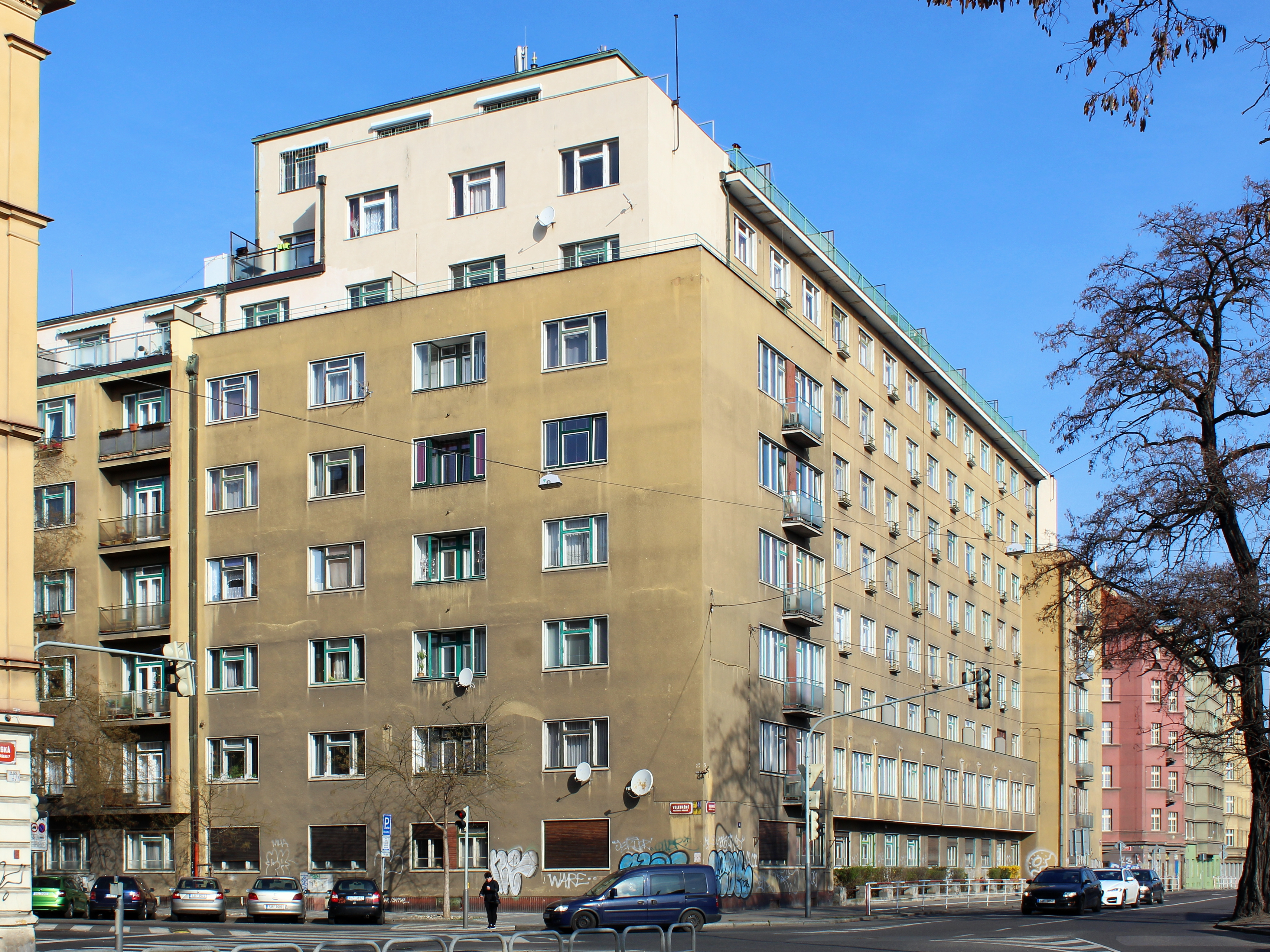
Obytný blok Malý Berlín v Praze 7-Holešovicích
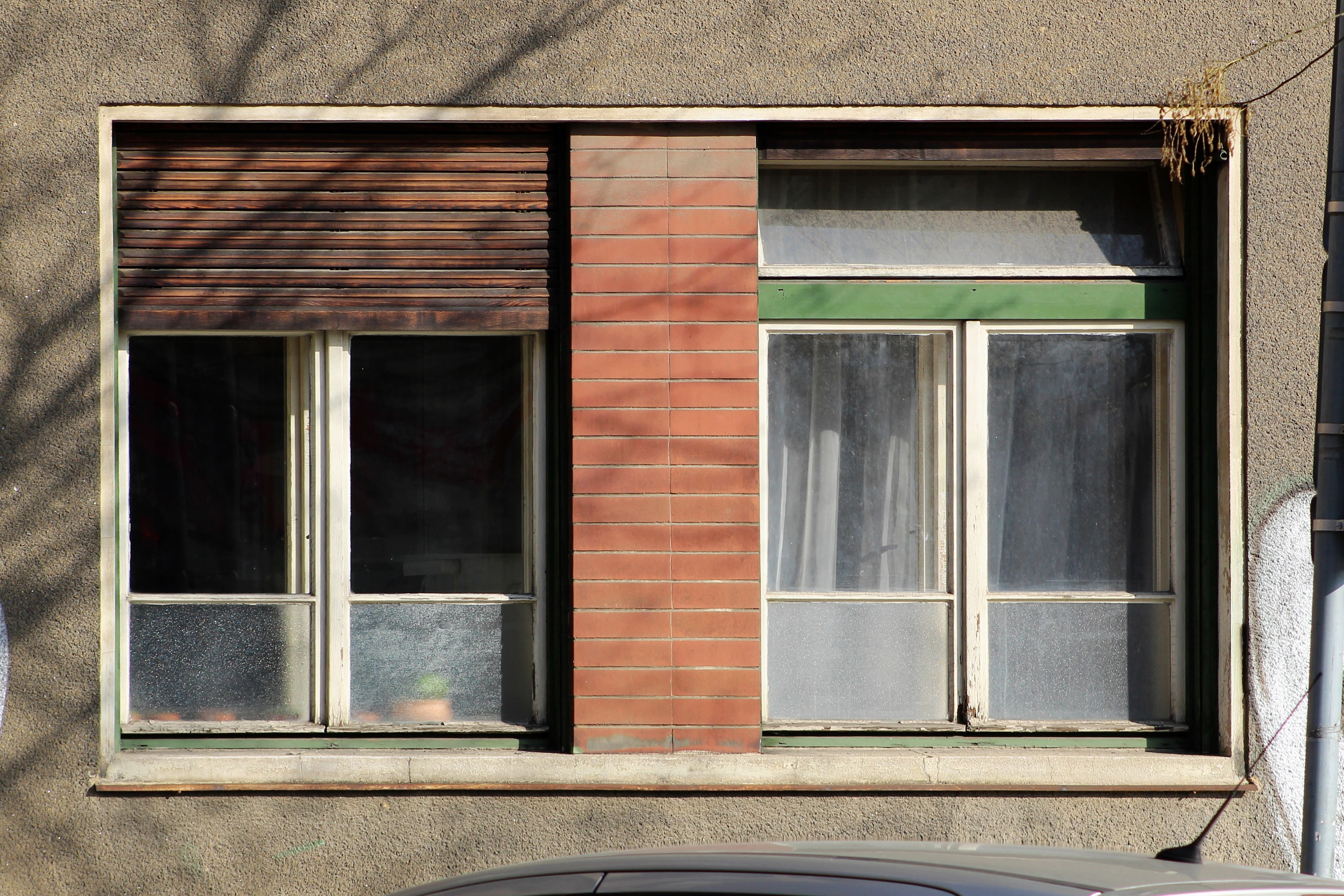
Obytný blok Malý Berlín – detail fasády
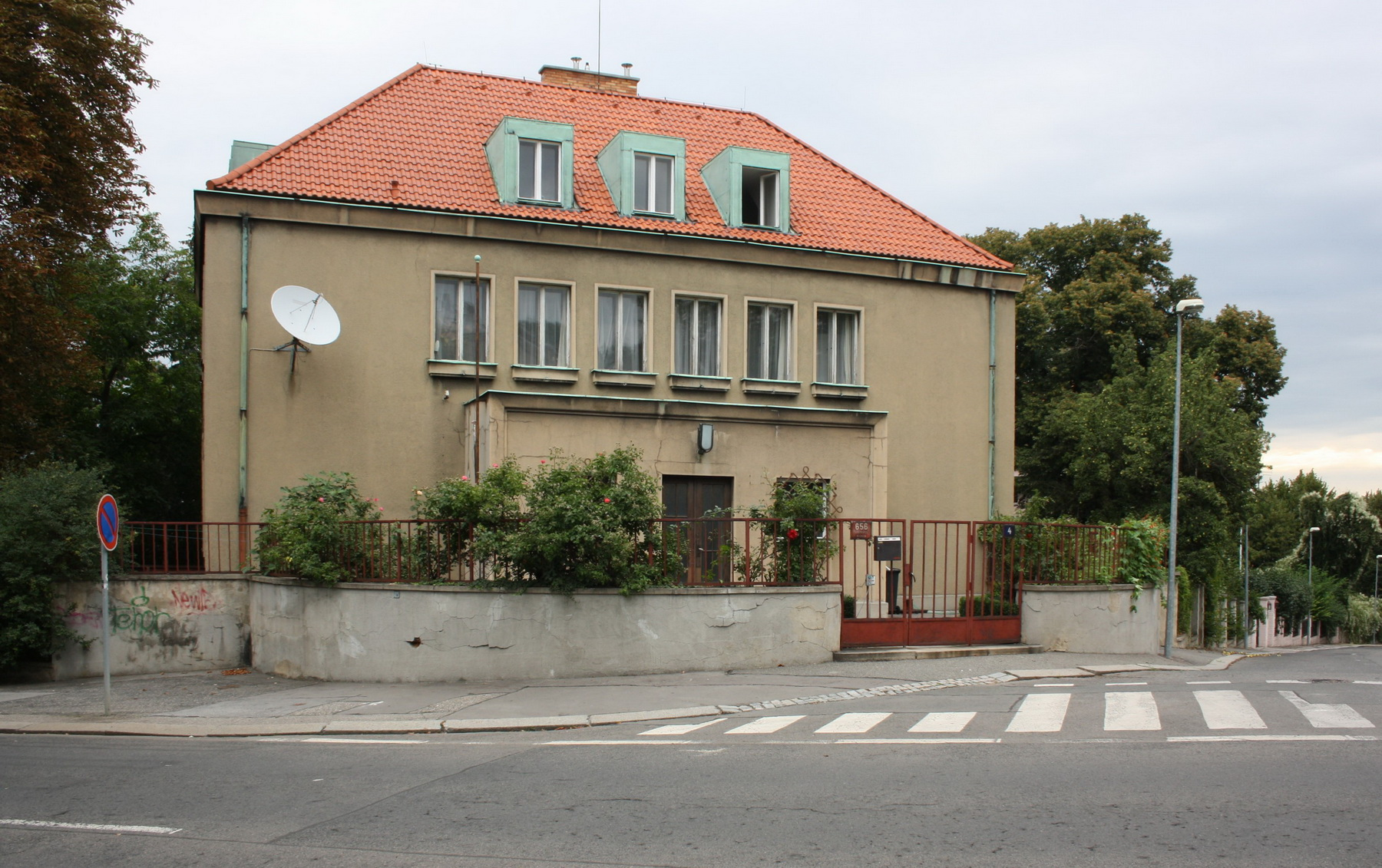
Vila Bohumíra Kozáka v Praze-Střešovicích